# Marshallora nichupte
Marshallora nichupte is een slakkensoort uit de familie van de Triphoridae. De wetenschappelijke naam van de soort is voor het eerst geldig gepubliceerd in 1996 door Rolán & Cruz-Abrego.